# Peter Seewald
Peter Seewald (ur. 10 lipca 1954 w Bochum) – niemiecki dziennikarz i pisarz, biograf papieża Benedykta XVI.
Do roku 1994 był m.in. pracownikiem gazet: „Der Spiegel”, „Stern” i magazynu „Süddeutsche Zeitung”. Jego książki Salz der Erde (Sól ziemi) i Gott und die Welt (Bóg i świat), napisane wspólnie z kardynałem Josephem Ratzingerem, zostały przetłumaczone na 16 języków świata. Seewald wydał także książki Die Schule der Mönche oraz Grüß Gott. Als ich begann, wieder an Gott zu denken. U progu kariery dziennikarskiej przychylał się ku światopoglądowi komunistycznemu, określając się jako ateista. Po przeprowadzeniu serii wywiadów z kard. Ratzingerem, powrócił wraz z rodziną do wiary katolickiej.
Jest żonaty, ma dwoje dzieci. Mieszka w Monachium.

## Publikacje

### Wywiady z Bendyktem XVI
- Sól ziemi. Chrześcijaństwo i Kościół katolicki na przełomie tysiącleci. Kraków: 1997. ISBN 83-7006-583-X. Brak numerów stron w książce
- Bóg i świat z kardynałem Josephem Ratzingerem rozmawia Peter Seewald. Kraków: 2001. ISBN 83-240-0107-7. Brak numerów stron w książce
- Światłość świata. Kraków: 2011. ISBN 978-83-240-1504-7. Brak numerów stron w książce
- Benedykt XVI. Ostatnie rozmowy. Kraków: Rafael, 2016. ISBN 978-83-7569-900-5. Brak numerów stron w książce